# Catherine Anne
Pour les articles homonymes, voir Anne (homonymie).
Catherine Anne est une actrice, metteuse en scène et dramaturge française née en 1960 à Saint-Étienne.

## Biographie
Formée comme comédienne à l'ENSATT, puis au Conservatoire national supérieur d'art dramatique, (dont elle deviendra intervenante en 2002), Catherine Anne joue sous la direction de metteurs en scène de renom (Claude Régy, Jacques Lassalle, Jean Louis Martinelli, Antoine Vitez, Gilles Gleizes, Carole Thibaut...) entre 1986 et 2006.

## Carrière dramaturgique
Après la création de Une année sans été, qu'elle a écrit et mise en scène au Théâtre de la Bastille à Paris en mars 1987, Catherine Anne écrit et met en scène plus de trente pièces, notamment au Théâtre de la Bastille, au Théâtre Paris-Villette, au Théâtre Gérard-Philipe de Saint-Denis, au Festival d'Avignon, au Théâtre des Amandiers de Nanterre, au Théâtre Sorano de Toulouse, au TNP de Villeurbanne, au Théâtre national de Strasbourg, au Théâtre de l'Est parisien (TEP) et dans de nombreuses villes tant en France qu'à l'étranger.
Ses textes sont édités chez Actes Sud, dans la collection « Actes Sud-Papiers », ainsi qu'à L'École des loisirs et dans la Collection des quatre vents de L'avant-scène théâtre. Beaucoup ont été traduits et représentés en allemand, anglais, espagnol, grec, italien, néerlandais, russe, polonais, suédois, letton, hongrois, etc.

### 2002-2011: Théâtre de l'Est parisien (TEP)
Catherine Anne prend la suite de Guy Rétoré à la direction du Théâtre de l'Est parisien de 2002 à juin 2011. Sa programmation est marquée par la promotion des auteurs vivants, l'ouverture du théâtre à toutes les générations de spectateurs, l'engagement d'une équipe d'artistes chaque saison et l'investissement dans la formation artistique en milieu scolaire et associatif. Un livre rend compte de cette aventure théâtrale : Neuf saisons et demie (Les 3468 jours du Théâtre de l'Est parisien), publié chez l'éditeur belge Lansman en 2011. C'est un ouvrage collectif, préfacé par Pierrette Fleutiaux, et comprenant des témoignages de Michel Vinaver, Carole Thibaut, Claude Ponti, Nathalie Papin, Fabrice Melquiot, Suzanne Lebeau, Jacques Lassalle, Claudine Galéa, Joël Jouanneau, Carole Fréchette, Eugène Durif, Philippe Dorin, ainsi que Pascale Daniel-Lacombe.

### 2011-2016: d'AgnèsàElisa
En 2011, Catherine Anne reprend la direction artistique d'À Brûle-pourpoint, sa compagnie théâtrale conventionnée par le ministère de la Culture.
Entre 2011 et 2015, elle mène un travail de recherche, d’écriture et de création dans des villages, « Loin des villes, loin des théâtres ». Dans ce cadre, elle écrit Au fond de la vallée, créé dans les Hautes-Alpes en 2012, et Retour d’une hirondelle, créé en Seine-et-Marne en 2015.
Le 24 janvier 2013, elle publie avec Myriam Marzouki une tribune dans Libération intitulée « Culture : Les femmes veulent mieux que des strapontins », appelant à la fin de la minoration des femmes dans les milieux culturels et artistiques français. Cette tribune réunit plus de 150 signatures de professionnels de la scène, de la littérature, du cinéma et de la musique, dont celles de Denise Chalem, Marie-Christine Blandin, Danielle Dumas, Zabou Breitman, Anne Théron et Carole Thibaut.
En janvier 2014, son diptyque de mise en scène « Agnès hier et aujourd’hui » — composé de L'École des femmes de Molière et sa propre pièce Agnès — est créé au Théâtre des Quartiers d'Ivry. Le spectacle tourne en 2015, notamment au Théâtre national populaire de Villeurbanne et au Théâtre national de Bordeaux en Aquitaine (TnBA).
En 2016, Catherine Anne met en scène et interprète La Peau d'Elisa de Carole Fréchette. Le spectacle, créé à Villeurbanne est repris au Théâtre des Halles, pendant le festival d'Avignon 2018. Tandis que Gérard Rossi termine sa critique du spectacle dans L'Humanité du 18 juillet par : « une très belle rencontre à l'épreuve du temps », Angèle Luccioni écrit dans La Provence du 17 juillet : « Quant au jeu de Catherine Anne, il brille par sa précision, sa délicatesse et son magnétisme ».

### 2018-2021: la Révolution des femmes
En 2018, Catherine Anne publie et monte J'ai rêvé la Révolution. Écriture, mise en scène et jeu, cette création inspirée par la vie et la mort d'Olympe de Gouges est un acte de femme de théâtre entière et engagée. Le spectacle, créé au Château Rouge à Annemasse, puis joué à la MC2 à Grenoble, au TQI à Ivry, à Privas, à Clermont et à Avignon entre janvier et mai 2018, rencontre un grand succès auprès du public.
Jean-Pierre Thibaudat analyse que Catherine Anne « a voulu d’abord montrer une femme qui, ne cessant d’écrire, lutte avec ses mots en payant de sa personne jusqu’au bout. »

Pour Manuel Piolat Soleymat, « [son] écriture est aiguë. Syncopée. Tranchante et anguleuse. Elle donne à la fois le sentiment de la maigreur et de la consistance, puise autant dans les choses du quotidien que dans une forme de poésie concrète et précise, très exigeante. » Il ajoute : 

« Ce qui frappe d’emblée, ici, c’est une façon d’aller toujours à l’essentiel. De s’en tenir à l’exigence de la matière humaine et philosophique que l’on explore. Dans le rôle de La Prisonnière, face à une Luce Mouchel tout en sensibilité, Catherine Anne est étonnante de droiture et de netteté. »

Christophe Canderi, quant à lui, salue 

« le combat d’Olympe pour l’égalité entre tous les individus sans distinction de sexe, de couleur, de rang » comme « une plaidoirie féministe et humaniste qui s’entend avec puissance et bonheur. »

Quant à Pierre Monastier, il salue des ambiguïtés qui favorisent l'avènement du drame, apprécie les échanges portant sur les questions de maternité, sur des sujets liés à l’intime, à l’existence concrète, sans toutefois adhérer entièrement à la façon de « montrer une femme fébrile et vaillante à la veille de sa mort. »
Dès 2019, un court spectacle à jouer partout Liberté Égalité Parité, texte de Catherine Anne et mise en scène de Fabien Bergès est associé aux représentations de J'ai rêvé la Révolution.

### 2019-2021:Trois femmes (l'échappée)
En novembre 2019, Catherine Anne propose une nouvelle mise en scène de sa  pièce éditée et créée en 1999, Trois femmes, avec Milena Csergo, Catherine Hiegel et Clotilde Mollet. La création a lieu le 6 novembre 2019, au Théâtre de la Renaissance à Oullins. Après une quarantaine de représentations, la tournée du spectacle est interrompue au printemps 2020 par le confinement et la fermeture des théâtres.
Une deuxième tournée de cette mise en scène est organisée en 2021, avec une distribution différente : Catherine Arditi, Clotilde Mollet et Flora Souchier.

### 2022-2023:Dans la caravana
Création en octobre 2022, à la Maison du Théâtre à Brest, d'un spectacle de théâtre musical tout public à partir de 6 ans : Dans la caravana.
La mise en scène de cette pièce éditée en 2015 s'organise autour d'un pivot musical, un orchestre de quatre sous. La composition originale est signée Fabienne Pralon.

## Colloques
-  du 3 au 10 juillet 2006 : Centre culturel international de Cerisy-la-Salle - « Camille Claudel, de la vie à l'œuvre, regards croisés ». À l'invitation de Silke Schauder, Catherine Anne participe au colloque avec une intervention titrée : « Camille Claudel prise dans la toile familiale - À propos de la pièce Du même ventre ». Les Actes du Colloque sont publiés en 2008 par l'Harmattan, avec une préface de Reine-Marie Paris.
- 25 et 26 mai 2018 : Maison du Portugal (Cité Universitaire, Paris). Gradiva en Co-Créations. À l'invitation de Nadia Setti, Catherine Anne intervient sous le titre : « Femmes et théâtre ».

## Ouvrages
- Une année sans été, Actes Sud-Papiers, 1987 et 1999
- Combien de nuits faudra-t-il marcher dans la ville, Actes Sud-Papiers, 1988 et 1999
- Éclats, Actes Sud-Papiers, 1989
- Tita-Lou, Actes Sud-Papiers, 1991 et 2009
- Le Temps turbulent, Actes Sud-Papiers, 1993
- Agnès suivi de Ah ! Anabelle, Actes Sud-Papiers, 1994
- Ah la la ! quelle histoire, Actes Sud-Papiers, 1995
- Ah ! Anabelle, L'École des loisirs, 1995
- « Aseta » in Théâtre contre l'oubli, Actes Sud-Papiers/Amnesty International, 1996 (épuisé)
- Surprise, Actes Sud-Papiers, 1996
- Nuit pâle au Palais, L'École des loisirs, 1996
- Le Crocodile de Paris, Actes Sud-Papiers, 1998
- Trois femmes, Actes Sud-Papiers, 1999
- Marianne in Des mots pour la vie, Secours populaire/Presse-Pocket, 2000 (épuisé)
- Petit, L'École des loisirs, 2001
- Le Bonheur du vent, Actes Sud-Papiers, 2003
- Agnès, Actes Sud-Papiers, 2005
- Du même ventre, Actes Sud-Papiers, 2006
- Une petite sirène, L'École des loisirs, 2007
- Pièce africaine suivi de Aseta, L'Avant-Scène Théâtre, coll. des « Quatre Vents », 2007
- Dieu est le plus fort in Les Monstres, L'Avant-Scène Théâtre/Comédie-Française, coll. « Les Petites Formes », 2008
- Fort, Actes Sud-Papiers, 2009
- Le Ciel est pour Tous, Actes Sud-Papiers, 2010
- Crocus et fracas, Le Bonhomme vert, 2010
- Comédies tragiques, Actes Sud-Papiers, 2011
- Sous l'armure, L'École des loisirs, 2013
- Dans la Caravana, L'École des loisirs, 2015
- J’ai rêvé la Révolution, Actes Sud-Papiers, 2018

## Mises en scènes d'autres auteurs
- La journée d'une rêveuse de Copi, 1984
- Chaleur  d'Ewa Pokas, 1987
- La Ralentie et Chaînes  d'Henri Michaux, 1992
- Les quatre morts de Marie de Carole Fréchette, 1998
- Jean et Béatrice de Carole Fréchette, 2003
- Le Pays de Rien de Nathalie Papin, 2004
- Le Cabaret de Mars  de Stanislas Cotton, 2009
- L'école des femmes de Molière, 2014
- La peau d'Élisa de Carole Fréchette, 2016

## Distinctions

### Récompenses
- Prix du syndicat de la critique 1988 : Prix de la révélation théâtrale de l'année pour l'ensemble de son travail et pour sa pièce Combien de nuits faudra-t-il marcher dans la ville ?
- Molières 1988 : Nomination au Molière de la révélation théâtrale pour Une année sans été
- Prix Arletty 1990, prix de l'œuvre dramatique

### Décoration
- 1999 :  Chevalier de l'ordre des Arts et des Lettres[4]